# Eurypatagidae
De Eurypatagidae zijn een familie van zee-egels (Echinoidea) uit de orde Spatangoida.

## Geslachten
- Elipneustes Koehler, 1914
- Eurypatagus Mortensen, 1948
- Linopneustes A. Agassiz, 1881
- Paramaretia Mortensen, 1950
- Platybrissus Grube, 1866